# Épreuve de rallycross de Lohéac
Épreuve précédente Épreuve suivante
L'épreuve de rallycross de Lohéac est une course automobile sur circuit qui fait partie du championnat de France de rallycross. Cette épreuve est actuellement organisée sur le circuit de Lohéac, à Lohéac, en Ille-et-Vilaine.
Il s'agit de la première épreuve de rallycross française, crée en 1976. Le circuit a accueilli le championnat du monde de rallycross FIA de 2014 à 2021.

## Histoire

### Création (1976)
Une épreuve de test est organisée à Lohéac le 5 septembre 1976, à l'initiative de Michel Hommell. L'événement rencontre un grand succèes et le championnat de France de rallycross est créé l'année suivante.

### Lohéac en championnat du monde (2014-2021)
Lohéac est retiré du championnat de France au profit du championnat du monde entre 2014 et 2021.
Avec plus de 80 000 spectateurs lors l'édition 2018, cette manifestation est la troisième épreuve de sport automobile française, en termes de fréquentation, après les 24 Heures du Mans et le Grand Prix de France,.

### Reprise (2022)
En octobre 2021, il est annoncé que pour le championnat de France de rallycross 2022, une épreuve se déroulera à Lohéac.

### Spécificités du tracé actuel
D'une longueur de 1 070 mètres et d'une largeur allant de 12 à 16 mètres, la piste est composée, à 60 % de terre, et 40 % d’asphalte. La longueur de la ligne droite de départ est de 120 mètres, tandis que le tour Joker en disposition intérieur, long de 340 mètres, retire 20 mètres au tracé normal.

## Records de la piste
- Supercar :  Andreas Bakkerud en 0 min 36 s 904 (2022,  Škoda Fabia IV)
- Super 1600 :  Anthony Paillardon en 0 min 38 s 856 (2022,  Audi S1)
- Division 3 :  Guillaume Maillard en 0 min 41 s 409 (2008,  Renault Clio III RS)
- Division 4 :  David Deslandes en 0 min 43 s 087 (2008,  Citroën Saxo Kit-Car)

## Palmarès

### Par année
| Saison | Classe 2                                   | Classe 1                                |                                                   |                                         |
| ------ | ------------------------------------------ | --------------------------------------- | ------------------------------------------------- | --------------------------------------- |
| 1976   | Guy Deladrière Porsche 911 Carrera 3L      | Mick Bird Mini Cooper                   |                                                   |                                         |
| 1977   | Jean Ragnotti Alpine A310                  | Bruno Saby Alpine A110 1600 Squale      |                                                   |                                         |
| 1979   | Jean-Pierre Beltoise Alpine A310 1600      | Pierre Brunetti Simca 1000 Rallye 2     |                                                   |                                         |
| 1980   | Raymond Touroul Porsche 911 Carrera 3L     | Pierre Brunetti (2) Simca 1000 Rallye 2 |                                                   |                                         |
| 1981   | Raymond Touroul (2) Porsche 911 Carrera 3L | Roger Chevreton Simca 1000 Rallye 2     |                                                   |                                         |
| 1982   | Max Mamers Matra Murena                    | Michel Gambillon Simca 1000 Rallye 3    |                                                   |                                         |
|        | Division 2                                 | Division 1                              |                                                   |                                         |
| 1983   | Raymond Touroul (2) Renault 5 Turbo        | Pierre Brunetti (4) Simca 1000 Rallye 3 |                                                   |                                         |
|        | Division 1                                 | Division 1A                             | Division 3                                        | Division 4                              |
| 2009   | Marc Laboulle Citroën Xsara WRC            | Samuel Peu Citroën Saxo Kit-Car         | Marc Morize Peugeot 207 V6 T3F                    | Yvonnick Jagu Audi A3 I                 |
| 2010   | David Meslier Renault Clio III RS          | Steven Bossard Citroën C2 S1600         | Christophe Saunois Toyota Corolla E120 V6 T3F     | David Vincent Renault Clio II           |
|        | Supercar                                   | Super 1600                              | Division 3                                        | Division 4                              |
| 2011   | Fabien Pailler Peugeot 207 WRC             | Julien Fébreau Citroën Saxo Kit-Car     | Marc Morize Peugeot 207 V6 T3F                    | Rudolf Schafer Citroën Saxo Kit-Car     |
| 2012   | Gaëtan Sérazin Peugeot 207 WRC             | Adeline Sangnier Citroen C2 1600        | Marc Morize Peugeot 207 V6 T3F                    | Jimmy Terpereau Audi A3 I               |
| 2022   | Yuri Belevskiy Audi S1                     | David Bouet Renault Clio V              | Nicolas Beauclé Mercedes-Benz Classe A (Type 176) | Tony Bardeau Honda Civic 7 Type R F2000 |